# Exechiopsis sichuanensis
Exechiopsis sichuanensis är en tvåvingeart som beskrevs av Wu och Zheng 2001. Exechiopsis sichuanensis ingår i släktet Exechiopsis och familjen svampmyggor. Inga underarter finns listade i Catalogue of Life.